# Seconde bataille de Chuanbi
Notes
1Cession officiellement ratifiée par le traité de Nankin de 1842.
2Uniquement en action dans les troupes de débarquement.
Première guerre de l'opium
Batailles
m
- Kowloon
- Chuanbi (1re)
- Chusan (1re)
- Barrière
- Chuanbi (2e)
- Bogue
- Première barre
- Whampoa
- Broadway
- Canton (1re)
- Canton (2e)
- Sanyuanli
- Amoy
- Chusan (2e)
- Chinhai
- Ningpo
- Tzeki
- Chapu
- Woosung
- Chinkiang
- Nerbudda

La seconde bataille de Chuanbi (第二次穿鼻之戰, Second Battle of Chuenpi) est un affrontement entre les forces britanniques et chinoises dans le delta de la Rivière des Perles au Guangdong le 7 janvier 1841 durant la première guerre de l'opium. Les Britanniques lancèrent une attaque amphibie dans le détroit de Humen (en) (Bogue), capturant les forts des îles de Chuanbi et Taikoktow.
Les négociations ultérieures entre le plénipotentiaire britannique Charles Elliot et le commissaire impérial chinois Qishan aboutissent à la signature de la convention de Chuanbi le 20 janvier. Selon l'un des termes de l'accord, Elliot annonce la cession de l'île de Hong Kong à l'Empire britannique, après quoi les Britanniques prennent officiellement possession de l'île le 26 janvier.

## Contexte
En septembre 1840, l'empereur Daoguang de la dynastie Qing limoge le commissaire impérial Lin Zexu et le remplace par Qishan. Le ministre britannique des Affaires étrangères Lord Palmerston demande au plénipotentiaire Charles Elliot d'ouvrir les ports de Canton, Amoy, Fuzhou, Ningpo, et Shanghai au commerce, d'acquérir la cession d'au moins une île (ou si les Chinois refusent, d'établir une enclave britannique sécurisée sur le continent), et d'obtenir une indemnisation pour l'opium confisqué ainsi que pour les dépenses militaires engagées en Chine,. Le 1er décembre, Elliot écrit à Palmerston que ces demandes seront fixées dans les dix jours. Trois jours après la date limite, Elliot écrit au gouverneur général des Indes Lord Auckland qu'il n'avait pas obtenu de résultats, mais qu'une concession était toujours en perspective. Il concède ensuite que tout règlement serait « bien en deçà des exigences du gouvernement ».
Dans les négociations avec Qishan, Elliot demande une indemnisation de 7 millions de dollars sur une période de six ans et la cession d'Amoy et de Chusan comme possessions britanniques permanentes. Qishan propose 5 millions de dollars sur douze ans. Les hommes se mettent ainsi d'accord sur une somme de 6 millions de dollars. Cependant, Qishan refuse les demandes territoriales d'Elliot. Le 17 décembre, celui-ci réplique avec l'offre d'abandonner Chusan, que les Britanniques ont capturé en juillet 1840, et pour qu'un autre port soit choisi plus tard à sa place. Après que Qishan ait rejeté l'offre, Elliot lui dit : « Il y a de très grandes forces rassemblées ici et les retards doivent engendrer parmi elles une très grande impatience ». L'année s'écoule sans règlement définitif. Une clipper d'opium arrivant à Canton lance une rumeur selon laquelle l'empereur aurait décidé de faire la guerre. Le 5 janvier 1841, Elliot se prépare à attaquer Canton, informant Qishan qu'une attaque commencera dans deux jours si un accord ne peut être trouvé. Il autorise le commodore Gordon Bremer (en), commandant en chef des forces britanniques, à faire des opérations offensives.

## Bataille
Les opérations britanniques commencent à 8h00 le 7 janvier sur l'île de Sampanchow, à 4,8 kilomètres au sud du détroit de Humen (en) (Bogue). À 9 h, les vapeurs Enterprise, Madagascar et Nemesis de la Compagnie britannique des Indes orientales embarquent les forces suivantes qui débarquent sans opposition à 3,2 kilomètres au sud des batteries d'artillerie de l'île de Chuanbi :
- 504 Royal Marines commandés par le capitaine Samuel Ellis (en).
- 33 Royal Artillery commandés par le capitaine J. Knowles, opérant un canon de 24 livres et deux canons de 6 livres (en).
- 137 marins des  Wellesley (en), Blenheim (en), et  Melville (en) commandés par le lieutenant Wilson.
- 104 soldats des 26ème (en) et 49ème régiments (en) commandés par le major Johnstone.
- 607 soldats du 37ème régiment d'infanterie indigène de Madras (en) commandés par le capitaine Duff.
- 76 volontaires du Bengale (en) commandés par le capitaine Bolton.

30 autres marins aident à tirer le canon de 24 livres et les deux autres de 6 livres en position, et 15 marins du Blenheim sont employés dans le service de fusées et de munitions. Le major Thomas Pratt (en) du 26ème régiment commande la force terrestre d'environ 1 500 hommes,. Après avoir avancé de 2,4 kilomètres, les Britanniques repèrent le fort supérieur et un retranchement comprenant un fossé profond avec un parapet dans les environs. Les Chinois applaudissent à la vue des Britanniques, agitent leurs drapeaux en signe de défi et ouvrent le feu depuis les batteries. En réponse, les canons britanniques positionnés sur la crête de la colline commencent à tirer. Les Chinois ripostent ensuite pendant environ 20 minutes. Les vapeurs Queen et Nemesis, commandés par le capitaine Edward Belcher depuis le Sulphur, tire des obus sur le fort supérieur tandis que les navires Calliope (en), Hyacinth (en), et Larne (en) (sous le commandement du capitaine Thomas Herbert (en)) attaquent le fort inférieur. En moins d'une heure, le bombardement combiné réduit au silence les batteries chinoises. À 10h00, le fort supérieur est capturé et le fort inférieur encerclé et pris d'assaut par les Royal Marines. Après la capture, le Nemesis attaque une flotte d'environ 15 jonques de guerre commandée par l'amiral Guan Tianpei (en) dans la baie d'Anson. Les jonques disposent chacune de 7 à 11 canons de divers calibres de 4 à 12 livres,. Le navire tire une fusée Congreve qui frappe une jonque près de l'amiral, ce qu'un officier britannique décrit comme suit :
« La toute première roquette tirée depuis le Nemesis a été vue entrer dans la grande jonque [...] et presque l'instant d'après, elle a explosé dans une formidable explosion, lançant dans l'éternité chaque âme à bord, et déversant sa flamme comme une puissante rafale de feu d'un volcan. La destruction instantanée de l'énorme corps parut épouvantable aux deux camps engagés. La fumée, les flammes et le tonnerre de l'explosion, avec les fragments brisés tombant tout autour, et même des morceaux de corps se dispersant en tombant, étaient suffisants pour frapper avec crainte, sinon peur, le cœur le plus vaillant qui le considérait. »

Le Nemesis (à droite, en arrière-plan) détruisant des jonques de guerre chinoises dans la baie d'Anson.

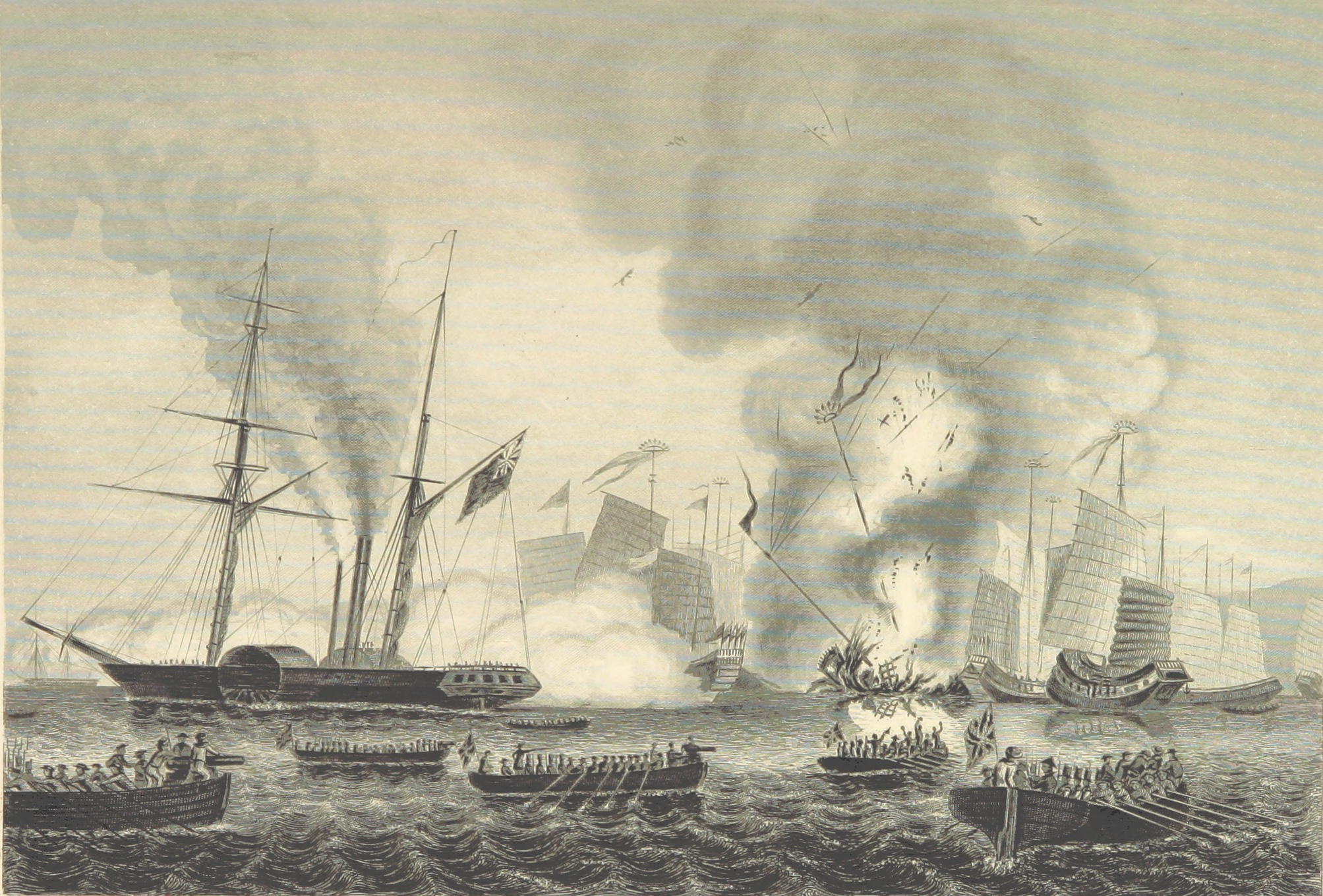
Le Nemesis et d'autres bateaux britanniques engageant des jonques chinoises à Chuanbi.

Vers 11h30, les Chinois à bord des jonques hissent leurs drapeaux. À midi, deux cotres du Nemesis avancent vers la jonque de l'amiral Guan, décrite par un officier comme « immensément grande » et équipée de 14 ou 15 canons, dont certains en laiton et « magnifiquement chassés ». Les marins ne trouvent qu'un seul homme à bord qui, après avoir vu l'équipage monter à bord du navire, saute par-dessus la proue. Pendant ce temps, le capitaine James Scott (en) du Samarang (en) commande l'attaque sur l'île de Taikoktow (à l'ouest de Chuanbi). Lorsque les forts commencent à tirer sur les navires britanniques à 10h20, le Samaranga riposte dix minutes plus tard après avoir jeté l'ancre à 180 mètres de distance. Le Modeste (en), le Druid (en), et le Columbine jettent également successivement l'ancre plus tard. Scott rapporte qu'« en quelques minutes, le feu de nos navires fut si destructeur et si bien dirigé que celui de l'ennemi fut réduit au silence, à l'exception d'un ou deux canons occasionnels ». À 11 h 20, les navires embarquent leurs équipages pour prendre d'assaut les forts que les Chinois occupent jusqu'à en être chassés. Les Chinois ne peuvent résister à l'assaut des mousquets britanniques lors des combats au corps à corps. Après avoir capturé les forts, les canons chinois sont scellés et jetés dans la rivière.
Au total, 38 Britanniques sont blessés, dont beaucoup lors de l'explosion d'un grande réserve de munitions après la capture du fort de Chuanbi,. Le commodore Bremer reconnait aux Chinois le fait d'avoir combattu « avec le plus grand crédit et la plus grande dévotion » dans les batteries et estiment leurs pertes de 500 à 600 hommes sur une force de 2 000. Les rapports chinois font état de 744 victimes (277 tués et 467 blessés). Les pertes chinoises élevées sont dues à l'impression qu'ils avaient que les troupes britanniques ne feraient pas de quartier. 100 prisonniers chinois ayant déposé les armes sont libérés le lendemain. 11 jonques sont détruites, et 191 pièces d'artillerie capturées. Selon l'érudit Qing Wei Yuan, Guan aurait envoyé le contre-amiral Li T'ing-yü à Canton pour demander plus de troupes, ce que « tout le corps officiel » aurait soutenu à l'exception de Qishan, qui aurait passé la nuit à rédiger des propositions de paix.

## Conséquences
Elliot envoie un prisonnier chinois à Guan, avec une lettre expliquant « les usages de la guerre civilisée » et disant que si les forts ne hissaient pas leurs couleurs le lendemain, ils ne seraient pas attaqués. À 11h30 le 8 janvier, les navires britanniques menés par le Blenheim avancent jusqu'au détroit de Humen. Alors qu'ils approchent de l'île d'Anunghoy (au nord de Chuanbi), ils rencontrent un bateau propulsé à la rame par une vieille femme et arborant un drapeau blanc,. L'un des hommes de l'embarcation est hissé à bord d'un navire britannique pour remettre une lettre de Guan demandant la suspension des hostilités pendant trois jours afin de contacter Qishan,. L'annulation de l'ordre d'attaque incite le lieutenant John Ouchterlony à noter que cela « a certainement créé un sentiment de grande déception dans toute la flotte ». Elliot adresse l'annulation dans une circulaire à bord du Wellesley : « Une communication a été reçue du commandant en chef chinois, qui a conduit à un armistice, dans le but de donner au haut-commissaire le temps d'examiner certaines conditions maintenant offertes pour son acceptation ».
Le 20 janvier, après la signature de la convention de Chuanbi, Elliot annonce « la conclusion d'arrangements préliminaires » entre Qishan et lui-même qui comprennent la cession de l'île de Hong Kong au Royaume-Uni, une indemnité de 6 millions de livres sterling au gouvernement britannique, des liens directs et égaux entre les pays, et l'ouverture de Canton au commerce dans les dix jours suivant le nouvel an chinois. Ils acceptent également la remise de Chuanbi et Taikoktow aux Chinois et l'évacuation de Chusan. Le 26 janvier, l'Union Jack est hissé à Hong Kong et le commodore Bremer prend officiellement possession de l'île, sous une salve des marines et un salut royal (en) des marins ancrés. Le 29 janvier, Elliot proclame que les indigènes chinois « seront régis selon les lois et coutumes de la Chine, à l'exception de toute description de torture » et que « tous les sujets britanniques et étrangers résidant ou ayant recours à l'île de Hong Kong, jouiront d'une sécurité et d'une protection totales, conformément aux principes et à la pratique du droit britannique ».
Lorsque la nouvelle parvient à l'empereur de Chine, il ordonne que Qishan soit « dégradé de ses fonctions » et jugé devant le Conseil des châtiments. Qishan fait face à plusieurs charges dont celle d'avoir donner « Hong Kong aux barbares comme lieu d'habitation ». Pour sa défense, il affirme : « J'ai fait semblant de le faire par la simple force des circonstances et de les remettre à plus tard, mais je n'avais aucune intention aussi sérieuse ». Le tribunal dénonce sa traîtrise et le condamne à mort. Il est emprisonné pendant plusieurs mois, mais fin 1841, est finalement autorisé, sans autorité ni grade, à traiter avec les Britanniques. Le 21 avril 1841, Lord Palmerston écrit une lettre de réprimande à Elliot et lui rappelle qu'il n'a pas satisfait aux demandes précédemment ordonnées. Palmerston estime que Hong Kong n'est rien d'autre qu'« une île stérile avec à peine une maison dessus ». En mai 1841, Henry Pottinger remplace Elliot comme plénipotentiaire.
La reine Victoria décrit les événements dans une lettre à son oncle, le roi Léopold Ier de Belgique, le 3 avril :
« Les affaires chinoises nous vexent beaucoup, et Palmerston en est profondément mortifié. Tout ce que nous voulions aurait pu être obtenu, s'il n'y avait pas eu la conduite incroyablement étrange de Charles Elliot [...] qui a complètement désobéi à ses instructions et a essayé d'obtenir les conditions les plus basses possibles. [...] L'attaque et la prise des forts [de Chuanbi] le 7 janvier ont été très vaillamment menées par les Marines, et une immense destruction des Chinois a eu lieu. Les récits de la cruauté des Chinois les uns envers les autres sont horribles. Albert est tellement amusé que j'aie obtenu l'île de Hong Kong, et nous pensons que Victoria devrait s'appeler princesse de Hong Kong en plus de princesse royale. »